# Ghenrih Iagoda
Ghenrih Grigorievici Iagoda (în rusă Ге́нрих Григо́рьевич Яго́да, n. 7/19 noiembrie 1891, Rîbinsk, Imperiul Rus – d. 15 martie 1938, Kommunarka shooting ground⁠(d), RSFS Rusă, URSS), născut Enoh Gherșevici Ieguda (în rusă Енох Гершевич Иегуда), a fost un revoluționar bolșevic de origine evreiască, apoi ofițer și director al NKVD (în perioada 1934-1936).
A supervizat arestarea și executarea marilor vechi bolșevici Lev Kamenev și Grigori Zinoviev, din perioada ce a precedat Marea Epurare.

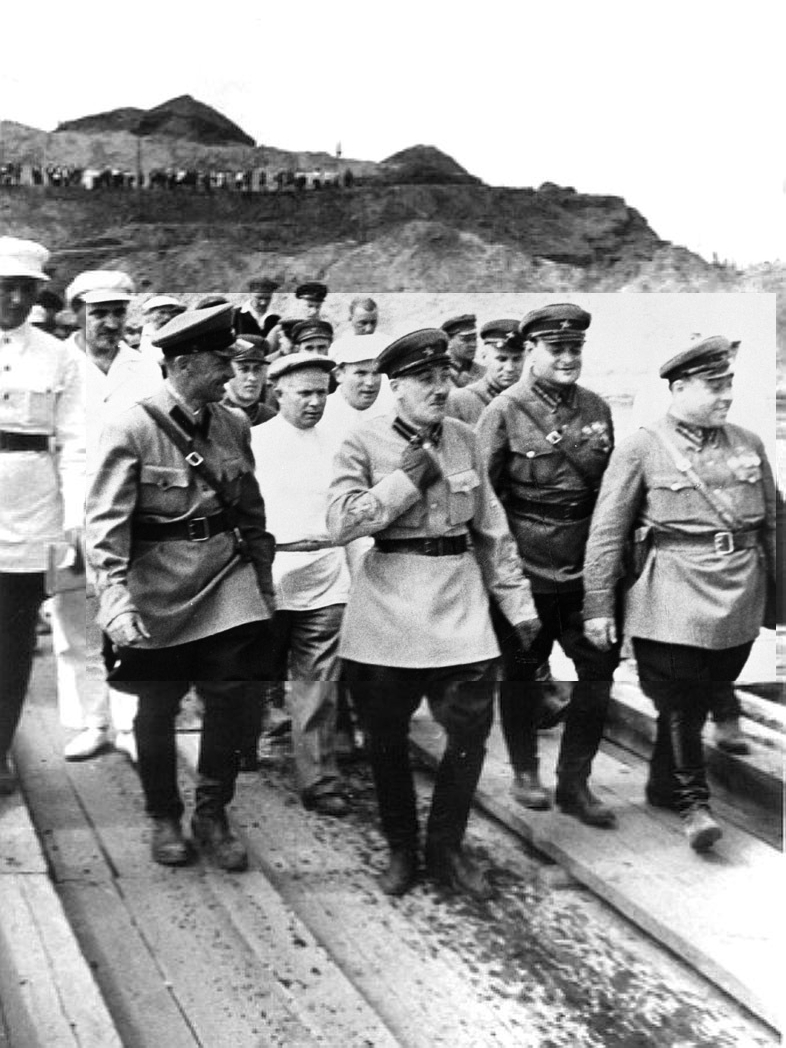
Ghenrih Iagoda (mijloc) inspectând construcția canalului Moscova-Volga, 1935.

Fidel lui Stalin, este responsabil de moartea a cel puțin 10 milioane de persoane în cadrul procesului brutal de colectivizare.
De asemenea, împreună cu Naftali Frenkel, a condus lucrările la Canalul Marea Albă-Marea Baltică, în timpul cărora au murit mulți prizonieri ai GULAG-ului.
Moare executat în cadrul Procesului celor douăzeci și unu, fiind și el victimă a Marii Epurări politice, una dintre acuzații fiind aceea că l-ar fi otrăvit pe scriitorul Maksim Gorki.
Iagoda a fost căsătorit cu Ida Auerbach (1905 - 1938), executată în 1938 și reabilitată în 1990.